# Jukka Vastaranta
Jukka Vastaranta (Tampere, 29 de març de 1984) és un ciclista finlandès, professional des del 2003 fins al 2010. També ha competit en ciclisme de muntanya.

## Palmarès en ruta
- 2001
  - 1r a la Copa del món UCI júnior
  - 1r a la Copa del President de la Vila de Grudziadz
  - 1r al Tour de l'Abitibi
  - 1r al Gran Premi General Patton
- 2002
  - 1r al Trofeu Centre Morbihan
  - 1r al Gran Premi General Patton
- 2003
  - 1r a la Fletxa ardenesa
  - 1r a la Brussel·les-Opwijk
  - 1r al Tríptic de les Ardenes i vencedor de 2 etapes
  - Vencedor de 2 etapes de la Volta a Lleida
  - Vencedor d'una etapa de la Volta als Pirineus
  - Vencedor d'una etapa de la Volta a Limburg amateur
- 2004
  -  Campió de Finlàndia de ciclisme en contrarellotge
  - Vencedor d'una etapa de l'Olympia's Tour
  - Vencedor d'una etapa del Circuit des Mines
  - Vencedor d'una etapa del Tour de la Manche
- 2005
  - Vencedor d'una etapa del Ster Elekrotoer

### Resultats a la Volta a Espanya
- 2005. Abandona

## Palmarès en ciclisme de muntanya
- 2001
  -  Campió d'Europa júnior en Camp a través
- 2009
  -  Campió de Finlàndia en Camp a través
  -  Campió de Finlàndia en Camp a través en marató
- 2014
  -  Campió de Finlàndia en Camp a través